# Motorblock

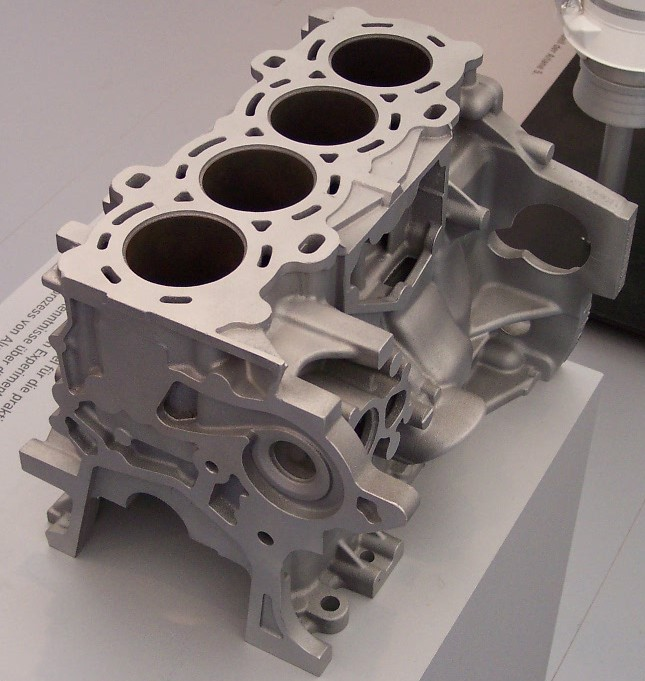
Motorblock, 4-Zylinder-Reihenmotor

Ein Motorblock ist Teil eines Verbrennungsmotors. Er vereint in sich neben den Zylindern auch die Kurbelwellenlagerung und bei wassergekühlten Motoren den Wassermantel. Im Fachterminus jedoch wird der Verbund aus den eben genannten Bauteilen Kurbelgehäuse genannt. Am Motorblock befindet sich meist die Möglichkeit, die für den Betrieb des Motors notwendigen Nebenaggregate zu befestigen.

## Hauptaufgaben
Die Hauptaufgaben des Motorblocks sind
- Übertragung der dynamischen Kräfte (Massen- und Gaskräfte) eines Motors,
- Lagerung der Kurbelwelle,
- und häufig der Nockenwelle (außer, wenn diese im Zylinderkopf liegt),
- gemeinsam mit der Ölwanne den Abschluss des Triebwerksraumes zu bilden,
- Anschluss zu bieten zur Befestigung des Motors im Fahrzeug,
- Aufnahme der Hilfsaggregate und
- des Zylinderkopfs
- sowie Aufnahme der evtl. vorhandenen Zylinderlaufbuchsen.

Aufgrund der Vielzahl an Aufgaben unterliegt das Kurbelgehäuse auch vielen Beanspruchungen, wie Torsionsmomenten oder Kräften aus der Übertragung der Gaskräfte vom Zylinderkopf zu den Kurbelwellenlagern.

## Aufbau und verwendete Materialien
Der Großteil aller hergestellten Motorblöcke kleiner und mittlerer Baugröße besteht aus einem Gussteil, wobei Gusseisen, Sphäroguss (für höhere Beanspruchung) und Leichtmetall (vorwiegend Aluminium) als Material Verwendung finden. Bei manchen mittleren und bei fast allen großen Motoren wird wegen der Gießprobleme der Motorblock in zwei oder auch mehr Gussteile getrennt. Am häufigsten sind in diesem Falle die Zylinder vom Kurbelgehäuse separat gefertigt und mit Dehnschrauben anmontiert. Um die mit zunehmender Gussteilgröße auftretenden Schwierigkeiten zu umgehen, werden für größte Motoren (Wärmekraftwerke und große Schiffsantriebe) Schweißkonstruktionen aus Stahl oder Stahlguss bevorzugt.

## Weitere Unterscheidungsmerkmale
Ein weiteres Unterscheidungsmerkmal ist die Gestaltung der Motorblock-Oberseite, die sogenannte Deckplatte. Hier wird unterschieden nach Closed-Deck- und Open-Deck-Konstruktionen. Bei der Closed-Deck-Ausführung ist der die Zylinder umgebende Wassermantel nach oben verschlossen, es sind also beim Blick auf den Motorblock nur die Zylinderbohrungen sowie die Motoröl- und Kühlwasserkanalbohrungen zu sehen. Bei einem Open-Deck-Block sind die Zylinder freistehend, und der Wassermantel ist nach oben offen, er wird dann mittels einer speziellen Kopfdichtung durch den Zylinderkopf beim Zusammenbau verschlossen. Eine weitere Aufgabe des Zylinderkopfs ist die Fixierung der freistehenden und somit minimal beweglichen Zylinder. Vorteil der Closed-Deck-Konstruktion ist die höhere Steifigkeit des Motorblocks.
Umgangssprachlich wird auch der Verbrennungsmotor eines Kraftfahrzeuges als Ganzes als „Motorblock“ bezeichnet. Damit ist der gesamte Motor als Einheit gemeint, also der eigentliche Motorblock, ergänzt um den Kurbeltrieb – nämlich Kurbelwelle, Kolben und Pleuel mit allen Lagern, sowie der Zylinderkopf mitsamt Einbauten. Fachsprachlich wird der Motorblock (ohne Zylinderkopf und Nebenaggregate, aber einschließlich aller Einbauten) jedoch Rumpfmotor genannt.
Kennzeichnend für einen Motorblock ist die Verbindung von Kurbelwellenlagerung und Zylindern. Sehr oft ist der Motorblock das größte und teuerste Gussteil eines Kraftfahrzeugs. Oftmals ist unter dem Motorblock lediglich die Ölwanne montiert. Die untere Lagerung der Kurbelwelle mit einzelnen Lagerdeckeln (Guss- oder Schmiedeteile) und deren Lagerschalen zählt man mit zum Motorblock: Ein Motorblock ist erst vollständig, wenn er die Kurbelwelle aufnehmen kann und die Zylinder enthält.

## Big Block und Small Block
Big Block und Small Block sind aus den USA stammende Bezeichnungen zur Unterscheidung von V8-Kraftfahrzeugmotoren. Der Unterschied liegt nicht in erster Linie im Hubraum, sondern in den Abmessungen des Motorblocks und dem verfügbaren Raum für die Zylinder: Small-Block-Motoren haben i. A. weniger als 4 Zoll oder 10 cm Bohrung, Big Block Motoren meist mehr.
Die Begriffe haben ihren Ursprung in der Projektbezeichnung des Chevrolet-V8, der in der Entwicklungsphase 1954 als „Small Block Chevrolet (SBC) V8“ geführt wurde. Der 1958 vorgestellte, größere „W-Block“-V8 wurde in Abgrenzung zum Small Block oft als Big Block Chevrolet bezeichnet, und hat diese Bezeichnung an den Mark-IV-Block von 1965 weitergegeben. Da auch andere US-Hersteller ähnliche Motorenkonzepte verwendeten, haben die Begriffe Eingang in den allgemeinen Sprachgebrauch gefunden, obwohl „Small Block“ tatsächlich einen spezifischen Chevrolet-Motor beschreibt.
Bei Weitem nicht alle US-Hersteller folgen diesem Schema, so dass die Small-/Big-Block-Abgrenzung im Kern auf Motoren von Chevrolet SBC/Chevrolet Mark IV sowie Ford Windsor/Ford FE und Chrysler LA/RB & B angewandt wird. Andere Hersteller haben entweder nur eine Blockgröße für alle Hubräume verwendet (Pontiac), oder nie oder erst spät einen großen und einen kleinen Motorblock parallel angeboten (Cadillac, Lincoln, Chrysler). Ford hat zudem Medium-Blöcke produziert. Die von Oldsmobile angewendete Definition Small/Big Block unterscheidet sich von der anderer Hersteller und ist stellenweise deckungsgleich mit dem an anderer Stelle „Tall Deck“ genannten Prinzip.
Da für die Begriffe keine verbindliche technische Definition existiert, sondern es sich eigentlich um Marketingbezeichnungen handelt, werden sie fast ausschließlich auf Motoren von amerikanischen PKW-Herstellern, also Ford, General Motors und Chrysler in den USA angewendet. Big Blocks sind mit Inkrafttreten der CAFE-Verbrauchsvorschriften zum Modelljahr 1977 aus dem PKW-Bau in den USA vollständig verschwunden, Chrysler alleine hat bis 1978 Big Blocks für Polizei-PKW produziert. Leichte Transportfahrzeuge, also Vans, Pick-Ups und frühe SUVs sowie LKW waren von den CAFE-Vorschriften nicht betroffen, und deshalb noch fast drei Jahrzehnte länger mit typischen Bigblock-Motoren, insbesondere dem Chevrolet Mark IV erhältlich.
Es gibt keinen „typischen“ Small-Block-Hubraum. SBC-Motoren beispielsweise decken Hubräume von 262 in3 (4,3 Liter) bis 400 in3 (6,6 Liter) ab. Die Big-Block-Baureihe desselben Herstellers beginnt mit dem Mark I bei 348 in3 (5,7 Liter) und endet bei 454 in3 (7,4 Liter). Auch die Abgrenzung ist fließend: Chevrolets 400 in3-V8 (6,6 Liter) ist ein Small Block, Fords 400 in3-V8 ist ein Medium Block, Chryslers 400 in3-V8 ist ein Big Block genauso wie der Buick 400 in3 V8, Pontiacs 400 in3 fällt unter keine der vorgenannten Definitionen. Chevrolets 396 und 402 in3-V8 sind Mark IV Big Blocks, Oldsmobiles 403 in3-V8 ist ein Small Block, AMCs 401 in3-V8 fällt ebenfalls unter keine der Definitionen, genauso wie Buicks 401 in3 V8, der analog Chevrolets Mark I aber als Big Block bezeichnet werden müsste.
GM feierte im Jahr 2006 das 50-jährige Jubiläum seines Small Blocks und hat am 29. November 2011 den einhundertmillionsten Small Block produziert.